# Pistache africaine

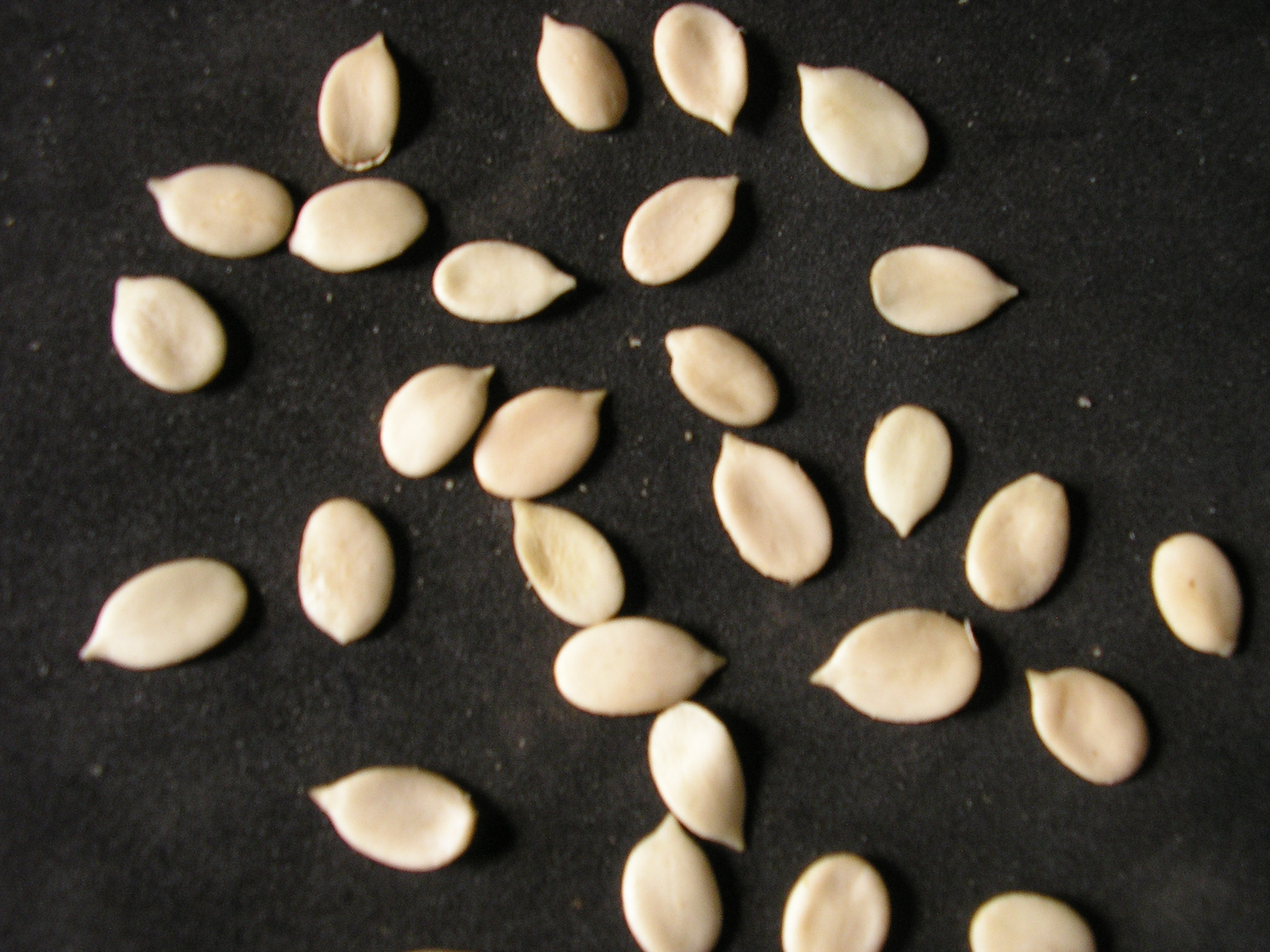
Graines de pistache africaine décortiquées.

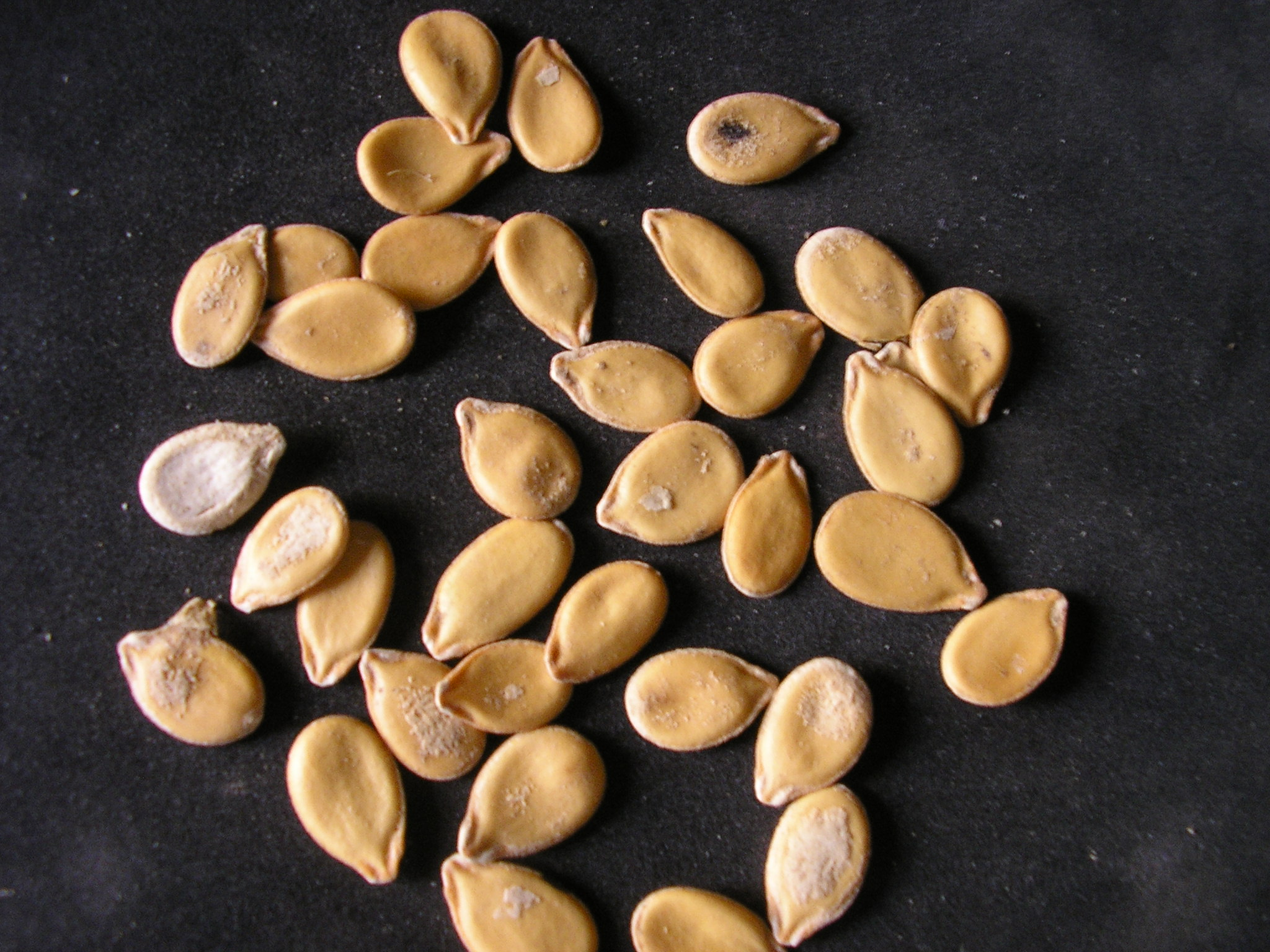
Graines de pistache africaine non décortiquées.

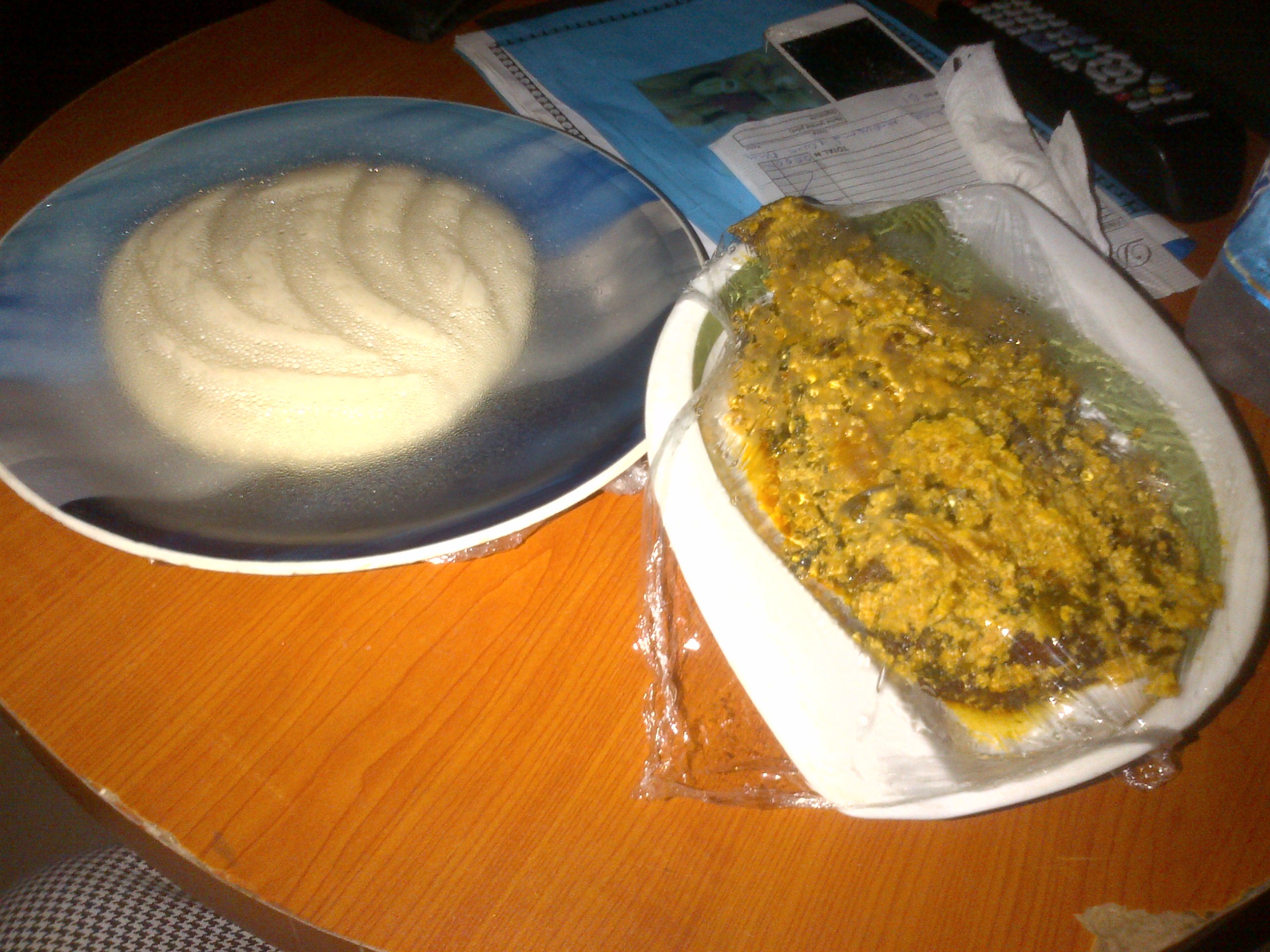
Igname pilée et sauce de pistaches servis avec du poisson.

Les pistaches africaines, appelées aussi égousi (ou egusi dans les pays anglophones) sont des graines, riches en matière grasse et en protéines, de certaines espèces de cucurbitacées, consommées principalement en Afrique tropicale, occidentale et centrale. Ces graines proviennent d'espèces souvent imprécises, parfois appelées « melons » ou « concombres ». En Côte d'Ivoire les trois espèces les plus répandues sont Citrullus sp., Cucumeropsis mannii Naudin et Lagenaria siceraria (Molina)  Standl.
Le terme pourrait aussi bien désigner les graines de Telfairia occidentalis, d'une variété de pastèque à grande graines (Citrullus lanatus var. lanatus) voire, à l'extérieur de l'Afrique, celles de Citrullus colocynthis (L.) Schrader (coloquinte officinale), ou d'une façon générique celles de n'importe quelle espèce de cucurbitacée.
Les caractéristiques et les utilisations de toutes ces graines sont très similaires.

## Utilisation
La soupe d'égousi (egusi soup dans les pays anglophones, ou « sauce pistache » dans les pays francophones) est une sorte de soupe ou sauce épaisse, ou un ragoût préparé avec des graines moulues d'égousi (ou pistaches africaines). C'est un mets populaire en Afrique de l'Ouest, avec d'importantes variations locales.
Outre des graines, de l'eau et de l'huile, la soupe d'égousi contient généralement des légumes-feuilles, d'autres légumes, des assaisonnements et de la viande. Les ingrédients typiques de la soupe d'égousi comprennent ndolé, célosie et épinards pour les légumes-feuilles, tomates et gombos pour les autres légumes, piments, oignons et caroubier africain pour les condiments, et bœuf, chèvre, poissons, crevettes ou écrevisses pour la viande.

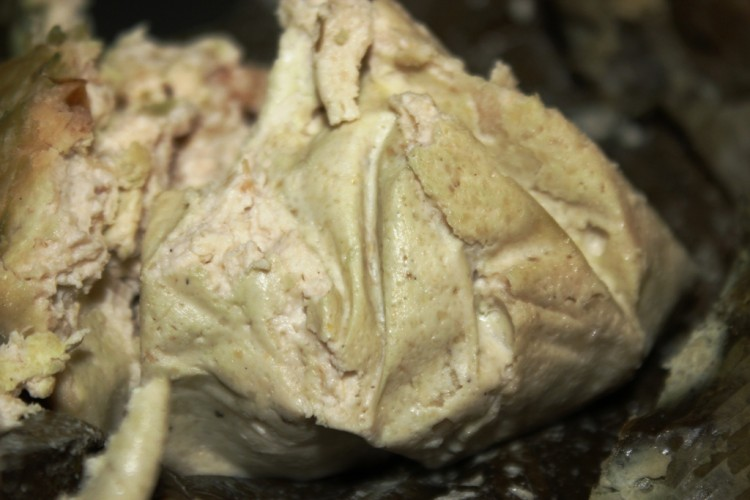
Nkôno ngond ou mets de pistaches.

Le nkôno ngond (appelé aussi « mets de pistaches » ou « gâteau de pistaches » est un mets traditionnel de la cuisine camerounaise préparé, entre autres ingrédients, avec des graines de Cucumeropsis mannii.